# Devon (attrice pornografica)
Devon (Allentown, 28 marzo 1977) è un'ex attrice pornografica statunitense.

## Biografia
Cresciuta nel New Jersey e ad Allentown, in Pennsylvania. Ha una sorella maggiore e due fratelli più giovani.
Fino a 15 anni ha praticato la ginnastica e la danza jazz.
Terminate le superiori, iniziò a lavorare come cameriera. In seguito, fece la ballerina in un club di Reading in Pennsylvania.

### Carriera
Nel 1998 apparve per la prima volta in un film per adulti, New Breed. Poco dopo, divenne molto famosa e firmò un contratto di esclusiva con la Vivid Entertainment.
Nel 1999, Devon partecipò all'Howard Stern Show e fece diversi servizi per riviste pornografiche. Fu sulla copertina di Club e divenne una Penthouse Pet of the Month nel gennaio 2001.
Nel gennaio 2002, Devon ricevette il primo riconoscimento: il premio Adult Video News per il miglior DVD interattivo.
Nel 2004 appare nel primo film porno su WMV-HD DVD mai realizzato, Island Fever 3, filmato a Tahiti e Bora Bora e nel 2005 gira la sua prima scena anale in Intoxicated.
Il 31 luglio 2005, Devon ha fatto la sua comparsa nel anniversire episodio felice (ti amo troppo, stagione 2, episodio 17) serie in onda su HBO rete. Lei interpreta il suo ruolo. Nello stesso anno ha co-protagonista del film di Pirati e compare nel programma Pimp My Ride Francia in onda su MTV.
Devon lascia la Digital Playground nel settembre 2005 e firma nel mese di gennaio 2006 con una società di recente costituzione Ecstasy Mobile. Si trova nel marzo 2006, sotto contratto con i Black Kat Productions studi per il quale non ha mai lavorato prima dopo i quali ha fondato la sua società di produzione.
Nel mese di ottobre 2006, ha firmato un contratto per apparire nel mondo di Shane, una serie TV porno in stile reality-show. Ha iniziato la sua carriera come regista per il Mondiale di Shane nel mese di aprile 2007 con il titolo di Devon Does Baja, ma ha concluso la sua partnership con Shane dopo aver accusato della cattiva condotta di uno degli attori nei suoi riguardi durante le riprese. Dopo una pausa di alcuni anni, è rientrata nell'industria pornografica nel 2012, girando per Brazzers Real Wife Stories.
Fa parte della Hall of Fame sia degli AVN dal 2010 che degli XRCO dal 2018.

## Riconoscimenti
- Penthouse Pet gennaio 2001
- AVN Awards "Miglior DVD interattivo" 2001 (Virtual Sex with Devon)
- Empire "Miglior DVD interattivo" 2001 (Virtual Sex with Devon)
- AFW "Miglior DVD interattivo" 2001 (Virtual Sex with Devon)
- AVN Awards "Miglior produzione HD" 2005 (Island Fever 3)
- Nightmoves "Premio per il miglior video" (Devon Stripped)
- AVN Awards Hall of Fame 2010[6]
- XRCO Awards Hall of Fame 2018[8]

## Filmografia
- Daily Nudes (1997)
- Blondage: Extreme Close Up 4 (1998)
- Country Comfort (1998)
- New Breed (1998)
- Blondage 3 (1999)
- Blown Away (1999)
- Devil's Blackjack (1999)
- If Looks Could Kill (1999)
- Into The Night (1999)
- On The Street (1999)
- Picture This (1999)
- Three (1999)
- Watcher 1 (1999)
- Commercial World (2000)
- Diary of Desire (2000)
- Eve's Gift (2000)
- Hayride Honeys (2000)
- Little Nymphs (2000)
- One For The Road (2000)
- Pinup (2000)
- Sex and the Stranger (2000)
- Tonight (2000)
- Where the Boys Aren't 12 (2000)
- Where the Boys Aren't 13 (2000)
- Dayton: Extreme Close Up (2001)
- Dayton's Secret Paradise (2001)
- Devon: The Lost Footage (2001)
- Dreams (2001)
- Dripping Fucking Wet 5: Krazy in Kauai (2001)
- Haven's Magic Touch 3 (2001)
- How To Marry A Millionaire (2001)
- Immortal (2001)
- Nice Neighbors (2001)
- Perfect Pink 10: In Hawaii (2001)
- Room Servicing (2001)
- Sex Sells: Especially on TV (2001)
- Stroke Of Genius (2001)
- Valley of the Valets (2001)
- Virtual Sex with Devon (2001)
- Barfly (2002)
- Best of Perfect Pink 2 (2002)
- Debi Diamond: Up Close and Personal (2002)
- Fluffy Cumsalot, Porn Star (2002)
- For Love Or Money (2002)
- Girls Only: Janine (2002)
- Girls Only: Strapped On (2002)
- Island Fever 2 (2002)
- Prettiest Tits I Ever Came Across (2002)
- Rush (2002)
- Stripped (2002)
- Virtual Harem: 9 Circles Of Pleasure (2002)
- Young Cassidey (2002)
- Young Devon (2002)
- 10 Magnificent Blondes (2003)
- 3 the Hard Way (2003)
- Adult Video News Awards 2003 (2003)
- All At Once (2003)
- California Creamin (2003)
- Eager Beavers (2003)
- Four Play (2003)
- No Limits (2003)
- Pie in the Face (2003)
- 100% Blowjobs 30 (2004)
- 100% Foursomes 1 (2004)
- 100% Outdoor Fun 2 (2004)
- About Face (2004)
- Devon: Erotique (2004)
- In Aphrodite (2004)
- Island Fever 3 (2004)
- Jack's Playground 13 (2004)
- Matrix Pornstars (2004)
- Teen Angel (2004)
- Adult Video News Awards 2005 (2005)
- Centerfold Fetish (2005)
- Devon: Decadence (2005)
- Intoxicated (2005)
- Jack's My First Porn 2 (2005)
- Jack's Teen America 5 (2005)
- Les' Be Friends (2005)
- Pirates (2005)
- Jack's Playground 31 (2006)
- MILF and Cookies 1 (2006)
- Devon Does Baja (2007)
- Jack's Playground 33 (2007)
- Nurse Devon (2007)
- Pussy Cats 2 (2007)
- All Alone 3 (2008)
- Babes Illustrated 18 (2008)
- Casey Parker's California Dreamin' (2008)
- Club Devon (2008)
- Devon Is Girl Crazy (2008)
- MILFs Lovin' MILFs 1 (2008)
- Radium 2 (2008)
- Real Wife Stories 2 (2008)
- Remodeled (2008)
- Lesbian Teen Hunter 2 (2009)
- Masters of Reality Porn 3 (2009)
- Nurses Gone Wild (2009)
- For Her Tongue Only (2010)
- Internal Damnation 5 (2012)
- Anal Frenzy 2 (2013)
- Real Wife Stories: Devon (2013)